# Karl Würbel
Karl Theodor Würbel (* 4. Juni 1890 in Schruns; † 28. Juli 1983 ebenda) war ein österreichischer Politiker (SPÖ) und Gemeindesekretär. Er war von 1945 bis 1949 Abgeordneter zum Vorarlberger Landtag. 

## Ausbildung und Beruf
Würbel absolvierte seine Pflichtschulzeit an der Volksschule in Schruns und arbeitete von 1940 bis 1948 als Gemeindeangestellter der Gemeinde Schruns. Er war danach zwischen den Jahren 1949 und 1950 als Bezirkssekretär der Sozialistischen Partei Österreichs in Bludenz beschäftigt und arbeitete danach zwischen 1950 und 1955 als Gemeindesekretär sowie Amtsleiterstellvertreter der Urlaubskasse.

## Politik und Funktionen
Würbel engagierte sich ab 1919 als Mitglied der Gemeindevertretung von Schruns, wobei er dort für die Sozialdemokratische Partei aktiv war. Seine Zugehörigkeit zur Gemeindevertretung endete 1934 im Zuge des Österreichischen Bürgerkriegs und dem darauf folgenden Verbot der Sozialdemokratischen Partei. Er war innerparteilich von 1919 bis 1934 zudem Ortsparteiobmann der Sozialdemokratischen Partei Schruns und hatte diese Funktion auch nach dem Zweiten Weltkrieg zwischen 1945 und 1961 inne. 
Er war als Betriebsrat und in der Gewerkschaftsbewegung aktiv und war von 1923 bis 1926 Betriebsratsobmann der Gewerkschaft auf der Baustelle Spullersee und fungierte danach von 1926 bis 1927 als Betriebsratsobmann der Bausteller der Illwerke-Materialbahn in Partenen. Er war des Weiteren von 1923 bis 1934 als Kammerrat der Vorarlberger Arbeiterkammer aktiv. In der Endphase des Zweiten Weltkriegs wurde Würbel 1945 aus politischen Gründen von der Gestapo verhaftet und nach Innsbruck verschleppt. 
Nach dem Ende des Zweiten Weltkriegs vertrat Würbel die SPÖ vom 11. Dezember 1945 bis zum 24. Oktober 1949 im Vorarlberger Landtag. Er war Abgeordneter des Wahlbezirkes Bludenz und Mitglied im Volkswirtschaftlichen Ausschuss, Mitglied im Erziehungs- und Volksbildungsausschuss sowie Ersatzmitglied im Landwirtschaftlichen Ausschuss.

## Privates
Karl Theodor Würbel wurde als Sohn des Gerichtsadjunkten und Gastwirts Hermann Josef Würbel sowie dessen Gattin Sabina Aloisia Würbel, geborene Barbisch (1860–1919) in Schruns geboren. Er heiratete am 24. Oktober 1921 in Rankweil die aus Biberach stammende Amalia Maurer (1894–1972) und wurde Vater von drei Töchtern und zwei Söhnen.  

## Auszeichnungen
- Viktor-Adler-Plakette (1968)
- Ehrenobmann der SPÖ Schruns (1968)